# José Matoso Maia Forte
José Mattoso Maia Forte foi um político, estudioso da área de história e escritor brasileiro. Fez os primeiros estudos em Vassouras, no colégio do professor Alberto Brandão, e matriculou-se em seguida na Escola Naval, de cujo curso desistiu para dedicar-se ao funcionalismo público. Participou do Batalhão Acadêmico, por ocasião da Revolução Federalista, tendo servido na defesa de Niterói. Na administração pública, ocupou os mais altos postos, tendo sido Secretário-Geral e Secretário de Finanças do Estado. Fora do ambiente administrativo dedicou-se às atividades culturais, promovendo a divulgação de coisas e fatos de seu Estado, principalmente de aspectos históricos. Pertenceu à Sociedade de Geografia do RJ, à Academia Fluminense de Letras, à Academia Petropolitana de Letras e a ABI. Na Imprensa, de Niterói O Dia, de Vicente de Sousa, O Combate, O País”, o Jornal do Commercio, a Tribuna de Petrópolis. Foi diretor da parte de serviço da Agência Americana.

## Publicações
- Índices alfabéticos da legislação de Estado de 1892 a 1906, 3 volumes;
- Hidrografia do Estado do Rio de Janeiro, 1919;
- Esboço de geografia econômica do Estado do Rio de Janeiro, 1909;
- Tradições de Niterói, 1919;
- O Estado do Rio de Janeiro. Ensaios para o estudo de sua história, 1928;
- Memória da fundação de Iguaçu, 1933;
- Memória da fundação de Vassouras, 1933;
- As estradas de rodagem Rio – São Paulo, Rio – Petrópolis e União e Indústria, 1929;
- Notas para a História de Niterói, 1935;
- Viagens pela Província do Rio de Janeiro em 1816 e 1819, de A. de Saint-Hilaire (tradução), 1937;
- O Município de Niterói, 1941.

Fonte: <Instituto Histórico e Geográfico Brasileiro (IHGB)>
1. ↑  «José Matoso Maia Forte». ihgb.org.br. Consultado em 12 de setembro de 2018